# Acraea endoscota
Acraea endoscota is een vlinder uit de familie van de Nymphalidae. De wetenschappelijke naam van de soort is voor het eerst voorgesteld als Acraea admatha endoscota door Charles Le Doux in een publicatie uit 1928.

## Verspreiding
Deze soort komt in de bossen van Guinee, Sierra Leone, Liberia, Ivoorkust, Ghana, Zuid-Benin, Nigeria, Kameroen, Gabon, Centraal Afrikaanse Republiek, Congo-Brazzaville, Congo-Kinshasa, Oeganda, Zuidwest-Ethiopië, West-Kenia, Rwanda, Noordwest-Tanzania, Noord-Angola en Noord-Zambia.

## Waardplanten
De rups leeft op soorten van de viooltjesfamilie (Violaceae) waaronder Rinorea breviracemosa Chipp en Rinorea kibbiensis Chipp.